# ソフィア (ウェストバージニア州)
ソフィア（Sophia）はウェストバージニア州ローリー郡の町の一つ。1912年に町制施行。2000年の国勢調査時における人口は1,301人。

## 地理
北緯37度42分51秒、西経81度15部2秒に位置する。米国国勢調査局によると総面積は1.8km2（0.7平方マイル）。

## 人口動態
2000年の国勢調査によると人口1,301人、588世帯、386家族がこの町に居住する。人口密度は738.7km2（1,902.5平方マイル）。643の住宅単位が1km⊃あたり平均365.1個（1平方マイルあたり940.3個）ある。人種構成は白人96.62%、アフリカ系アメリカ人1.15%、アメリカ先住民0.31%、アジア人0.54%、混血1.23%。ヒスパニックまたはラテン系の全人種は人口の0.61%を占める。
588世帯のうち26.2%が18歳以下の子供を持ち、45.1%が結婚して同居するカップル、17.2%が夫のない女性の世帯主、34.2%が家族ではない。全世帯の31.3%が一人暮らしで、15.1%一人暮らしの65歳以上の高齢者である。平均世帯員数は2.21人で平均家族員数は2.75人である。
町民の年齢毎の比率は21.5%が18歳未満、7.8%が18～24歳、27.8%が25～44歳、26.6％が45～64歳、16.2％が65歳以上である。平均年齢は41歳。性別比は女性100：男性82.7、18歳以上では女性100：男性76.3。
一世帯あたりの平均収入は26,008ドルで、1家族あたりの平均収入は31,200ドル。男性の平均収入が30,875ドルに対し女性は17,273ドル。一人あたり所得は15,296ドル。22.1％の女性及び人口の23.6%が貧困線以下で、その41.9%が18歳未満、15.1%が65歳以上である。